# Herb Dobrej (powiat turecki)
Herb Dobrej – jeden z symboli miasta Dobra i gminy Dobra w postaci herbu.

## Wygląd i symbolika
Herb przedstawia na czerwonej tarczy wizerunek białego barana na zielonej murawie.
Herb nawiązuje do herbu Junosza, którym pieczętował się Ignacy Gałecki, dawny właściciel Dobrej.

## Historia
Regułą dla większości miast prywatnych było to, że przejmowały herby swoich założycieli. W przypadku Dobrej jest jednak inaczej. Prawdopodobnie przejmowała ona herb każdego kolejnego właściciela. Tak więc w latach 1679–1781, kiedy właścicielami Dobrej byli Mączyńscy, miasto pieczętowało się ich herbem - Świnką. Wcześniej Dobra była w posiadaniu rodziny Grabskich herbu Pomian, a następnie Walewskich herbu Roch. Źródła encyklopedyczne i opracowania historyczne milczą na temat ówczesnego herbu miasta. Ponad 200-letnia tradycja obecności herbu Junosza w historii miasta, spowodowała jednak, iż już na stałe zadomowił się on w świadomości jego mieszkańców i jest powszechnie akceptowany.